# Meningodora marptocheles
Meningodora marptocheles is een garnalensoort uit de familie van de Acanthephyridae. De wetenschappelijke naam van de soort is voor het eerst geldig gepubliceerd in 1940 door Chace.